# 花輪俊哉
花輪 俊哉（はなわ としや、1931年9月9日 - ）は、日本の経済学者。一橋大学名誉教授。1992年から1994年まで日本金融学会会長。1994年日本学術会議会員。

## 来歴
東京生まれ。1951年東京都立日比谷高等学校を経て、1955年一橋大学経済学部卒業。1960年同大大学院経済学研究科博士課程修了。在学中中山伊知郎学長のゼミナールに参加。
1960年東京学芸大学専任講師、1963年同助教授。イリノイ大学出張を経て、1969年一橋大学商学部助教授、1973年同教授、1989年から1991年まで一橋大商学部長、1995年一橋大を定年退職し同大名誉教授。1994年日本学術会議会員（第3部財政学・金融論）、1995年から2002年まで中央大学商学部教授。社団法人日本商品投資販売業協会副会長、社会福祉法人東京サレジオ学園理事等も歴任。2006年6月29日から日清紡績株式会社取締役、2009年4月1日から日清紡ホールディングス株式会社取締役。2011年瑞宝中綬章受章。
大学院の指導学生に小川英治一橋大名誉教授 や小西大一橋大教授、高橋豊治中央大学教授、丹羽明元関西大学教授、木原隆司獨協大学教授、三隅隆司一橋大教授など。他に花輪ゼミの指導学生に楽天の三木谷浩史社長など。